# پروومایسک، روسیه
شهر پروومایسک، روسیه (به روسی: Первомайск) در کشور روسیه و در اوبلاست نیژنی نووگورود واقع شده‌است.